# Saint Derien
 (février 2010).
Si vous disposez d'ouvrages ou d'articles de référence ou si vous connaissez des sites web de qualité traitant du thème abordé ici, merci de compléter l'article en donnant les références utiles à sa vérifiabilité et en les liant à la section « Notes et références ».
Saint Derien (VIIe siècle) ou saint Derrien ou Saint-Drien est un saint de l'Église catholique romaine, lié à saint Néventer ; tous deux furent au service du seigneur de La Roche-Maurice en Léon, qu’ils délivrèrent des tourments d’un dragon.  Il fait partie des saints bretons plus ou moins mythiques.
Il est fêté le 14 février.

## Hagiographie
Saint Derrien aurait été un compagnon de saint Néventer et les deux chevaliers, originaires de l'île de Bretagne (Grande-Bretagne actuelle), rentrant de Terre sainte, auraient repêché le comte Élorn après sa tentative de suicide dans le Dour Doun (ce fleuve côtier a pris par la suite le nom d'Élorn) et sauvé son fils Riok, alors âgé de 2 ans, des griffes d'un dragon. La légende prétend que Derrien usa de son étole pour amener le monstre, un dragon, sur la côte de la Manche à Pontusval, près de Plounéour-Trez où il le fit se noyer.

## Culte de  Derrien

### Dans l’évêché de Léon
- Saint-Derrien, éponyme patron de l’église, statue sur le calvaire
- Plougastel-Daoulas : la chapelle Saint-Adrien (confusion probable de culte entre saint Adrien, qui n'a rien à voir avec la Bretagne, c'est un ancien évêque de Canterbury en Angleterre, et saint Derrien en raison de la relative similitude de leurs noms).
- Le Drennec : Église paroissiale Saint-Drien, plus connu sous le nom de saint Derien

### Dans l’évêché de  Quimper
- Commana, patron de l’église
- Duault, village de Saint-Derrien
- Plonévez-Porzay, lieu-dit Landerrien
- Rédené : saint Adrien y est traditionnellement vénéré.

### Dans l’évêché de Vannes
- Baden, lieu-dit Landerien
- Kervignac, fontaine (Saint-Adrien)
- Persquen, fontaine (Saint-Adrien)
- Plumelec, lieu-dit Laurerian
- Saint-Barthélémy, chapelle Saint-Adrien, fontaine (avec Mamert)

### Dans l’évêché de Saint-Brieuc
- Hénanbihen, lieu-dit et fontaine Saint-Derrien,
- Laurenan, fontaine Saint-Derrien